# Тургэн (Увс)
Тургэн (монг. Түргэн?, ᠲᠦᠷᠭᠡᠨ?) — сомон аймака Увс, в западной части Монголии.

## Описание
Площадь сомона Тургэн составляет — 2253 км². Население сомона около 2 600 человек. Центр сомона посёлок Хавцал находится в 1988 км от Улан-Батора, в 34 км от центрального города аймака Улаангом. Есть школа, больница, сфера обслуживания и туристические базы. 

### Этнический состав
Большинство населения сомона составляют дербеты, баяты, хотоны и др.

### Климат
Климат резко континентальный. Ежегодные осадки 340—390 мм, средняя температура января −15° −20°С, средняя температура июля +14° + 17°С. Много осадков выпадает летом в виде дождя, а весной и осенью в виде снега. Зимы достаточно сухие, с небольшими снегопадами.

### Флора и Фауна
Водятся корсаки, манулы, косули, зайцы.

### Рельеф
На территории сомона находятся гори Борхайрхан (2691 м), Яргайт (2303 м), Хуц (2015 м). Через сомон протек река Гурамс, находится озеро Хяргас. 

### Полезные ресурсы
На территории сомона добывают известняк, каменный уголь, железную руду. Центром добычи угля является город Бумбат.